# Distrikt Bellavista de la Unión
Der Distrikt Bellavista de la Unión liegt in der Provinz Sechura in der Region Piura in Nordwest-Peru. Der Distrikt wurde am 29. Januar 1965 gegründet. Er hat eine Fläche von 14,6 km². Beim Zensus 2017 lebten 4841 Einwohner im Distrikt. Im Jahr 1993 lag die Einwohnerzahl bei 3279, im Jahr 2007 bei 3954. Verwaltungssitz ist die 13 m hoch gelegene Ortschaft Bellavista mit 1629 Einwohnern (Stand 2017). Bellavista liegt 15 km nordöstlich der Provinzhauptstadt Sechura.

## Geographische Lage
Der Distrikt Bellavista de la Unión liegt im Nordwesten der Provinz Sechura, am linken östlichen Flussufer des Río Sechura. Im Distrikt wird bewässerte Landwirtschaft betrieben.
Der Distrikt Bellavista de la Unión grenzt im äußersten Südwesten an den Distrikt Rinconada Llícuar, im Westen an den Distrikt Vice, im Norden an den Distrikt La Unión (Provinz Piura) sowie im Südosten an den Distrikt Bernal.

## Ortschaften im Distrikt
Neben dem Hauptort Bellavista gibt es folgende Orte im Distrikt:
- Miraflores (650 Einwohner)
- San Clemente (2381 Einwohner)